# Konspirační teorie

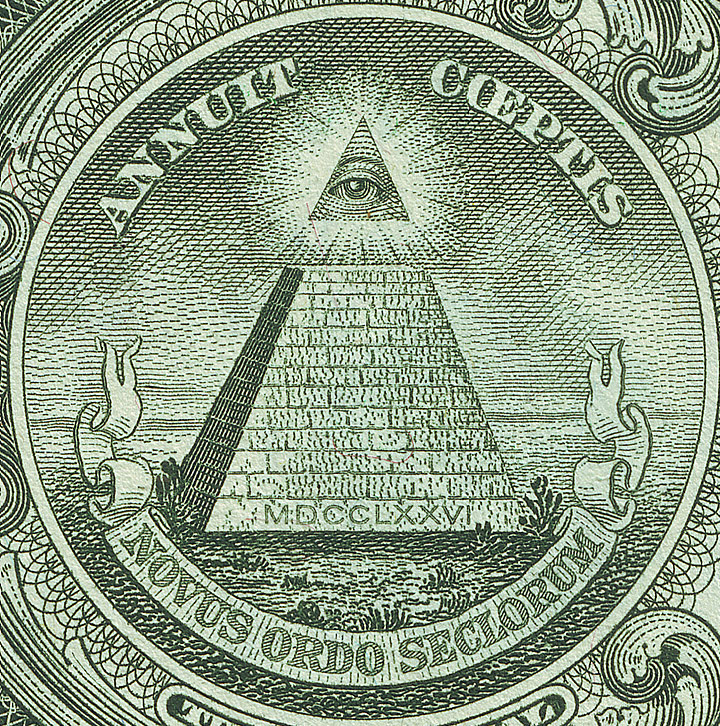
Boží oko na jednodolarové bankovce, podle některých známka spolupráce zakladatelů USA se zednářskými spolky

Konspirační teorie (spiklenecká teorie, teorie spiknutí, konspiracionismus) jsou taková vysvětlení události nebo situace, která se odvolávají na spiknutí mocných skupin, často s politickou motivací, i když podle věrohodných zdrojů jsou mnohem pravděpodobnější jiná vysvětlení. Termín má negativní konotaci, protože konspirační teorie se odvolává na spiknutí bez dostatečných důkazů o jeho existenci. Konspirační teorie se netýká skutečného nebo realisticky možného spiknutí, nýbrž hypotetického spiknutí se specifickými charakteristikami, v jaké nevěří většina odborníků (např. vědců nebo historiků), kteří jsou kvalifikovaní k posouzení dané záležitosti.
Konspirační teorie v zásadě nejsou falzifikovatelné a bývají posilovány důkazy v kruhu; důkazy proti konspiraci i absenci faktů svědčících pro ni si mohou přívrženci konspirační teorie vyložit jako důkaz její pravdivosti, protože tyto důkazy jsou podle nich zfalšovány původci spiknutí. Některé konspirační teorie jsou spíše otázkou víry než něčím, co lze dokázat nebo vyvrátit. Jiné jsou založeny pouze na indiciích a nepřímých důkazech. Výzkumy naznačují, že konspirační představy – víra v konspirační teorie – mohou být psychologicky škodlivé nebo patologické a že korelují s psychologickou projekcí, paranoiou a machiavelismem. Psychologové připisují nalézání konspirace tam, kde žádná není, psychickému jevu zvanému iluzorní vnímání vzorců.
Historicky jsou konspirační teorie úzce spjaty s předsudky, hony na čarodějnice, válkami a genocidami. Často jim silně věří pachatelé teroristických útoků a jako ospravedlnění je používali Timothy McVeigh a Anders Breivik stejně jako vlády nacistického Německa, Sovětského svazu a Turecka. Popírání nemoci AIDS vládou Jihoafrické republiky, motivované konspiračními teoriemi, způsobilo podle odhadů 330 000 úmrtí na AIDS. Hnutí QAnon a popírání výsledků prezidentských voleb ve Spojených státech v roce 2020 vedlo v roce 2021 k útoku na Kapitol Spojených států. Kvůli víře v konspirační teorie o geneticky modifikovaných potravinách vláda Zambie odmítla potravinovou pomoc během hladomoru v době, kdy v zemi trpěly hladem 3 miliony lidí. Konspirační teorie jsou významnou překážkou zlepšení veřejného zdraví: mimo jiné podporují odpor k očkování a fluorizaci vody a jsou spojovány s výskytem nemocí, kterým lze předcházet očkováním. Mezi další dopady konspiračních teorií patří snížení důvěry ve vědecké důkazy, radikalizace a ideologické posilování extremistických skupin a negativní důsledky pro ekonomiku.
Konspirační teorie se od konce 20. století staly běžným jevem v masových médiích. Jsou rozšířené po celém světě a často se jim běžně věří, některým z nich dokonce věří většina populace v některých státech. Přesto se nezdá, že by víra v konspirační teorie na Západě výrazně rostla. Mezi zásahy, které mají snížit výskyt konspiračních přesvědčení, patří udržování otevřené společnosti a zlepšování schopností analytického myšlení široké veřejnosti.

## Charakteristika
Daniel Pipes definuje konspirativismus jako „mentalitu, tendenci hledat klíč k dění v působení skrytých sil, víru ve spiknutí jako hybnou sílu historie“.
Konspirativistický názor předpokládá svět, který se řídí plánem. To se projevuje ve třech podstatných principech obsažených v téměř každé konspirační teorii:
- Nic se neděje náhodně. Příčinou významných událostí nemůže být náhoda.
- Zdání klame. Spiklenci důmyslně zakrývají svou identitu nebo činnost.
- Všechno souvisí se vším. Skryté souvislosti lze odhalit propojením zdánlivě nesouvisejících informací.

Další dva společné znaky jsou zřejmé pro dvě skupiny konspiračních teorií (které se ale více nebo méně překrývají a také oba znaky mají společnou podstatu). Do první skupiny zahrňme např. tvrzení o tom, že Země je plochá, boj proti očkování, tvrzení o tom, že Američané nebyli na Měsíci, strašení údajnou zhoubností internetových sítí 5G ad. Druhou skupinu tvoří např. teorie o tom, že teroristické útoky 11. září 2001 spáchali sami Američané, Chemtrails, zpochybňování práce BIS, tvrzení dr. Judy Mikovits o jejím věznění v USA bez obvinění, o prohlídce domu bez příkazu a o zatknutí bez zatykače (Video Mikovits) apod.
Pro první skupinu teorií je typické odmítnutí vědy (jako celku, který je lidstvem spojitě vyvíjen od starověku, intenzivně pak v posledních několika staletích).
Paradoxní je, že vyznavači těchto teorií mohou na jedné straně přijímat třeba fungování mobilu, auta, mikrovlnné trouby, léčbu antibiotiky nebo RTG vyšetření a přitom na druhé straně odmítat kulatý tvar naší Země nebo znalosti o očkování, přestože všechny tyto věci jsou součástí nerozlučně propojené soustavy přírodních věd.
Výše uvedenou druhou skupinu konspiračních teorií spojuje nedůvěra ve fungování a záruky demokratické společnosti.
Také demokracie se spojitě vyvíjí od starověku a intenzivně v posledních stoletích, vyvinuly se v ní instituce pro ochranu práv občanů (nezávislé soudy, média veřejné služby, svobodné volby, právo na spravedlivý proces ad.) A stejně jako u první skupiny platí, že vyznavači těchto teorií mohou na jedné straně využívat výhod života v demokratické společnosti (svoboda slova, osobní vlastnictví, svoboda pohybu) a na druhé straně věřit tvrzením z konspiračních teorií: že v takové společnosti by bylo možné fingovat krvavé atentáty (jako to ovšem mohl udělat beztrestně v nacistické totalitě Hitler s požárem Říšského sněmu), že by vlády chtěly a mohly vypouštět jedy nebo ohlupující látky z letadel, nebo že by kdokoliv mohl být v demokratické zemi odsouzen a uvězněn bez obvinění a procesu, aniž by se to dřív nebo později neodhalilo díky nezávislým médiím a politické opozici.
Společným jmenovatelem těchto dvou znaků tedy je neznalost nebo odmítnutí faktů o fungování a vývoji těchto dvou důležitých oblastí našeho života, vědy a společnosti.
Teorii spiknutí nelze falzifikovat, čímž ji lze odlišit od racionální kritiky. Teorie spiknutí je uzavřený systém idejí; zastánci konspiračních teorií odmítají protichůdné důkazy s tím, že jsou nedůvěryhodné, protože je mohli podvrhnout samotní spiklenci.
Petr Zídek soudí, že k přitažlivosti konspiračních teorií přispívá touha po nalezení jednoduché příčiny komplikovaných a těžko vysvětlitelných událostí, a poznamenává, že „[s]piklenecké teorie je velmi obtížné racionálně vyvracet, protože pracují s neverifikovatelnými fakty, volně směšují pravdu a fikci, pomíjejí vše, co jim protiřečí, a ze správných předpokladů odvozují falešné důsledky.“

## Dějiny

### Původ konspiračních teorií
Podle skeptiků z klubu Sisyfos kořeny prvních konspirační teorií sahají až k Velké francouzské revoluci, nicméně podobné společenské jevy se objevovaly v podobě mýtů a fám již dlouho předtím. Zdrojem obecně je zkratkovité hledání příčiny společenských jevů. V tom je dílčím projevem obecné lidské tendence  přičítat jevy a události světa působení osob, která je pak zdrojem pověr.
První známou publikovanou konspirační teorií jsou Paměti ukazující dějiny jakobínství (Mémoires pour servir à l'histoire du Jacobinisme), jejichž první svazek vydal v roce 1798 jezuita Augustin Barruel. Francouzskou revoluci považoval za spiknutí zednářů, bavorských iluminátů a osvícenských filozofů. Všeobecně známý pamflet Protokoly sionských mudrců z roku 1903 pak popisuje židovské spiknutí, jehož cílem má být ovládnutí světa.

### Příchod masmédií
V době, kdy byla masová média převážně státní, vznikaly také konspirační teorie předpokládající využití politické cenzury, například popírání holocaustu.
Konspirační teorie se před masovým rozšířením internetu a kabelové televize šířily hlavně tištěnou formou v okrajových malonákladových publikacích. Podle politologa Michaela Barkuna konspirační teorie, jež byly omezené na okrajové publikum, pronikají zhruba od 90. let 20. století do mainstreamu a populární kultury. (Příkladem mohou být televizní seriál Akta X nebo thrillery Dana Browna.) Zejména Internet má na šíření konspiračních teorií velký vliv: nejen značně usnadňuje sdílení textů, ale také přispívá k tomu, že dosud oddělené konspirace se propojují do „superkonspirací“. Barkun definuje superkonspirace jako složené konstrukce, ve kterých je hierarchicky propojeno více konspirací. Na vrcholu konspirativní hierarchie je vzdálená, ale všemocná síla ovládající (silou či klamem) méně mocné aktéry. Příkladem takové superkonspirace je Nový světový řád

### Moderní konspirační teorie
Objevilo se několik teorií o závažných kauzách zdravotních ohrožení: Výskyty E.Coli v produktech řetězce Chipotle Mexican Grill měly být podle některých komentátorů cílenou biologickou zbraní a virus Zika byl způsoben zmutovanými komáry v britském výzkumném středisku Oxitec. Za úmrtími celebrit Prince a Merle Haggard podle jiné teorie stáli organizátoři Chemtrails, protože Prince stopy za letadly v jedné ze svých písní zmiňuje.
Jiné pochybnosti vyvolávají obavy o osobní soukromí. Magazín Fortune například na svých stránkách rozebral problémy ve statistikách, které měly vést k tajnému špehování díky technologiím Apple. Někteří zase varovali před spiknutím za Pokémon Go, herním hitem, který využívá map Google Earth a podle zastánců konspirační teorie má mapovat čínské armádní technologie.
Populární kultura mnohé konspirační teorie reflektuje a Flat Earth Society kupříkladu začala propagovat myšlenku placaté země. Přibrala také řady skeptiků, kteří se snaží poukázat na jednoduchost konstrukce konspirační teorie. YouTube vzdělávací kanály se v poslední době zapojily do veřejné diskuse, tím, jak se často soustředily na boření konspiračních teorií ohledně škodlivé vakcinace. Přestože počet lékařů, kteří by zastávali teorie jako spojení mezi autismem a vakcínami, je zanedbatelný, prezident USA Donald Trump vyjádřil v době volební kampaně podporu těmto hnutím na Twitteru. Někteří novináři uvádí, že vzestup Donalda Trumpa je právě mimo jiné spojen s možností zpochybňovat autority odborné veřejnosti pomocí těchto nových médií, které dávají prostor neodborným posudkům. Donald Trump podobně vystupoval proti zdraví-škodlivým modifikovaným potravinám a snahám o zastavení globálního oteplování, přestože u obojího vědecký konsensus jasně stojí na opačné straně.
Diskuse však neminuly ani české prostředí. V rozhovoru pro ČT z roku 2010 uvedl exministr zahraničí Karel Schwarzenberg, že za konspirační teorie považuje i spekulace ohledně účelu konferencí světových osobností Bilderberg. Bilderberg sice například uveřejňuje seznam pozvaných hostů, jelikož ale samotné prezentace nejsou veřejně přístupné, někteří kritici současného Západního světa, jako například Nigel Farage, začali prohlašovat, že na něm jsou schvalovány důležité dohody.

## Nejznámější konspirační teorie
Jako konspirační bývají zpravodajci nejčastěji uváděny tyto konstrukty:
- Konspirační teorie o přistání Apolla
- Teorie o teroristických útocích 11. září 2001
- Nový světový řád – teorie o mezinárodním spiknutí kolem největších událostí 20. století
- Teorie spiknutí zednářů či iluminátů
- Antisemitské teorie o spiknutí židů
- Teorie ohledně UFO a Oblasti 51
- Teorie zpochybňující události kolem smrti Adolfa Hitlera, Michaela Jacksona, Elvise Presleyho, J. F. Kennedyho či Usámy bin Ládina

## Psychologie konspiračních teorií

Generalizované vnímání světa je jednou z příčin přijímání iracionálních konspiračních teorií.

Podle českého psychiatra Cyrila Höschla souvisí víra v konspirační teorie, stejně jako obecně víra či magické myšlení v geneticky daném lidském sklonu vysvětlovat kauzalitu. Konspirační teorie jsou podle něho také úspěšné proto, že rádi „vyprávíme příběhy“, a proto, že lidé si neuvědomují objektivně vysokou pravděpodobnost například číselných shod mezi dvěma událostmi.
Na serveru Psychologie.cz publikovala psychoterapeutka Bc. Mgr. Nela Wurmová teorii o tom, že lidé přijímají konspirační teorie především protože:
- vysvětluje, proč existuje zlo a proč se děje i dobrým lidem;
- nabízí jednoduché vysvětlení komplikovaných problémů;
- dává pocit kontroly nad věcí, nadřazenosti vůči ostatním a jistoty.[61]

Určitou roli ve vytváření konspiračních teorií může mít také apofenie, lidská tendence vidět zdánlivé vzorce v náhodných datech. „Pověrčivé“ chování je lidem přirozené a bylo dokonce pozorováno i u zvířat. Holubi v B. F. Skinnerových experimentech mačkali tlačítka ve snaze dostat odměnu, neboť očekávali souvislost, vyhledávali tedy, podobně jako lidé, skrytou kauzalitu (viz Operantní podmiňování).
Existují také názory, že konspirační teorie pomáhají utvrzovat ego držitele, protože je v rámci společnosti výjimečný, „ten, kdo to prokoukl“. Takto lze také do jisté míry vysvětlit, proč má každá konspirační teorie oproti jiné nepřeberně mnoho vedlejších větví, které se v rámci přijímané teorie uchylují ještě k užší skupině „vyvolených“.

## Socio-politologický pohled na konspirační teorie
Christopher Hitchens označuje konspirační teorie za „zbytkové výplody demokracie“, tedy za nevyhnutelné důsledky velkého množství informací obíhajícího kolem velkého množství lidí.
Konspirativní úvahy mohou být emocionálně naplňující, pokud zasadí příchozí události do lépe morálně čitelného kontextu. Příjemce teorie může přisuzovat morální zodpovědnost za emočně silnou situaci jasně vymezené skupině jedinců. A hlavně, součástí této skupiny není sám vyznavač. Vyznavač konspirační teorie se může cítit omluven za jakoukoli politickou či morální zodpovědnost, bez ohledu na to, jestli je skutečným zdrojem vzniklé škody chyba vysokých institucí, či celé společnosti.
Podobně, Roger Cohen, v rámci otevřené vzdělávací akce pro New York Times navrhl koncept „zajetí mysli... uchýlení se ke konspirační teorii, protože je to konečné útočiště bezmocných. Pokud nemůžeš změnit svůj vlastní život, musí svět kontrolovat větší síly.“
Pokud je zodpovědné chování předcházeno „vhodnými“ sociálními podmínkami, nebo prostě existují události mimo schopnosti jednotlivce, konspirační teorie usnadňuje vyplavení emocí nebo naopak emocionální uzavření, které tyto emocionální výzvy potřebují. Stejně jako morální panika se konspirační teorie mohou tímto způsobem šířit především ve společnostech, které zažívají sociální izolaci či ztrátu politické moci.
Sociologický historik Holger Herwig řekl při zkoumaní německých vysvětlení pro vznik 2. světové války: „Toto jsou události, kterým je nejtěžší porozumět, protože přitahují největší pozornost vypravěčů mýtů a šarlatánů.“
Standardní proces je možno rozdělit na množství vlivů. Na úrovni jedince, naléhavé psychologické potřeby mohou ovlivnit proces a do jisté míry naše univerzální mentální systémy mohou vytvořit epistematické „slepé skvrny“. Na úrovni společnosti mohou také historické faktory celý proces urychlovat přiřazením uspokojujících významů, více či méně problematických.
Alternativním vysvětlením je, že konspirační teorie mohou vzniknout kdykoliv se na veřejnost dostane údaj, který nekoresponduje se základní interpretací událostí. V tomto smyslu, konspirativní teorie mohou „slepé skvrny“ v oficiálním vysvětlení diskutabilních událostí pouze odhalit.

### Vliv kritické teorie
Francouzský sociolog Bruno Latour navrhuje, že rozšíření konspiračních teorií v masových médiích je možná způsobeno částečně přetrvávající pronikavou přítomností teorií na způsob marxismu v akademickém prostředí od 70. let.
Latour poznamenává, že 90 % současné společenské kritiky v akademickém prostředí zobrazuje jeden či dva přístupy, kterým říká „faktická pozice“ a „vysněná pozice“: Faktická pozice je anti-fetišistická, argumentující, že „objekty víry“ (jako náboženství či umění) jsou většinou koncepty, které přitahují moc; Latour konstatuje, že ti, kteří tento přístup používají, vykazují předsudky vůči dogmatickým domněnkám jako těm „vědecky podporovaným“, zatímco holá fakta o situacích a korektní metodologii jsou pro ně velice důležitá. Vysněná pozice tvrdí, že jednotlivci jsou ovládnuti, většinou skrytě a nevědomě externími silami (jako ekonomika či gender).[65] Latour z toho vyvozuje, že každý z těchto dvou přístupů v akademickém prostředí vede k vyhrocenější (názorově odlišnější) situaci. „Vidíte nyní, proč je tak skvělý pocit mít kritickou mysl?“ ptá se Latour, nehledě na to, který z těchto táborů obhajujete, „Nikdy se nemůžete mýlit!“
Latour říká, že taková společenská kritika byla přivlastněna těmi, kteří se popisují jako konspirační teoretici, včetně skeptiků globálního oteplování a hnutí 9/11 Truth movement: „Možná beru konspirační teorie příliš vážně, ale mám obavy, že zjistím, že v těchto šílených směsicích hloupých věr existují puntičkářské požadavky na důkazy a svobodu užívání silných vysvětlení společenské Země Nezemě, jedné z mnoha zbraní společenské kritiky“.

### Společná paranoia
Michael Kelly, žurnalista pro Washington Post a kritik levicových i pravicových protiválečných hnutí zavedl termín „společná paranoia“ za účelem popsat politické sbíhání levého a pravého politického spektra ohledně protiválečných témat a občanských svobod, které, jak řekl, byly motivované společnou vírou v konspiraci či společným protivládním pohledem.

## Manipulativní rozměr konspiračních teorií
Konspirační teorie mají velmi blízko k fake news a jsou jedním z nástrojů, kterým se úzká skupina lidí, která stojí za vytvořením konspirační teorie, snaží manipulovat lidmi kombinováním pravd, polopravd, neověřitelných „faktů“ a zavádějících tvrzení ke změně názorů, a tím i změně chování lidí. Tvůrce teorie většinou nelze dohledat, mohou to být státy, které se rozšířením teorie snaží oslabit politický nebo společenský systém druhého státu, mohou to být zájmové skupiny, kterým aktuální politicko-společensko-ekonomický systém nevyhovuje, mohou to být jednotlivci, kteří se snaží dostat k moci a potřebují si zvýšit volební preference, neboť mají tak radikální názory, že by za normálních okolností byli nevolitelní.
Cílovou skupinou teorií jsou jednak lidé, kteří jsou nespokojení se svou životní situací, a konspirační teorie jim dává pocit vyvinění z vlastního nepříznivého údělu, neboť za jejich mizérii vlastně může někdo jiný – stát, vláda, systém (primární cílová skupina). Druhou cílovou skupinou jsou lidé, kteří se za každou cenu snaží nepřizpůsobovat se v myšlení většinové populaci, čímž získávají pocit vlastní unikátnosti (podpůrná cílová skupina). Nositelem konspiračních teorií se tak může stát i vysokoškolský profesor, který pak sám slouží jako nástroj k dalšímu šíření teorie, neboť se na něj další šiřitelé odvolávají, čímž obhajují „správnost“ teorie.
Tvůrce teorie si musí k šíření vybrat médium, přičemž nejjednodušší je využití sociálních sítí. Dále je třeba vybrat si podpůrné médium, na první pohled nezávislé, kam se umístí „zaručeně ověřené“ údaje. Ty když jsou cílovou skupinou nalezeny, odstraní se kritické vnímání lidí, neboť si informace sami ověřili na „nezávislém“ zdroji. Sami se pak snaží zjistit další informace a šíří teorii dál tím, že se snaží říct „pravdu“ co největší skupině dalších lidí. Ve skupině dalších lidí už pak není nutné si informace ověřovat, protože byly sděleny známým, který si informace už „ověřil“.
Úzké skupiny lidí tak pomocí konspiračních teorií manipulují lidmi k příslušné akci. Tou je na jednu stranu aktivní rozšiřování teorií dál, na druhou stranu změna názorů, a tím i změna volebních preferencí jednotlivce (hlavní cíl). Ztráta víry v systém vede k neochotě se na systému dál podílet, přičemž volby jsou zpravidla jediným nástrojem, jakým může člověk politickou situaci, potažmo systém, ovlivnit. Člověk ovlivněný konspirační teorií se pak voleb vůbec neúčastní (pasivní důsledek konspirační teorie), čímž zvyšuje preference radikálním stranám, které mají většinou pevnou voličskou základnu, případně odevzdá rovnou svůj hlas antisystémové straně (aktivní důsledek konspirační teorie).

## Demografie veřejného mínění

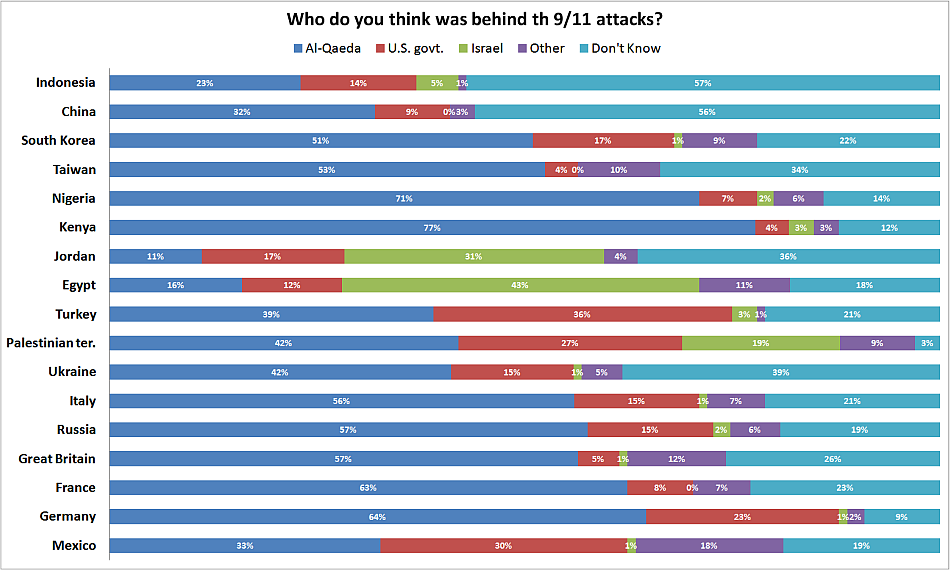
Kdo, si myslíte, stál za útoky z 11. září?
modrá: Al-Káida
červená: Vláda USA
zelená: Izrael
fialová: někdo jiný
azurová: nevím

### Obecné závislosti
Průzkumy ukazují, že pokud lidé tíhnou k jedné konspirační teorii, pravděpodobně jich přijmou více. Podle serveru Psychologie.cz je míra nedůvěřivosti vůči médiím tak velká, že lidé byli v průzkumech ochotni zaškrtnout dokonce i víru v konspirační teorie, které se vzájemně vylučovaly (čím více respondenti inklinovali k teorii, že princezna Diana byla zavražděna příslušníky tajné služby MI6, tím spíše také zaškrtli víru v teorii, že princezna Diana při nehodě nezemřela).
Rozšíření konspiračních teorií ale vede ke všeobecnému zpochybnění dat pocházejících z veřejných médií, viz šíření teorií o teroristických útocích 11. září 2001: Přestože podle CBS věřilo v roce 2006 21 % Američanů, že za útoky z 11. září stála Al-Káida a Bushova vláda nic neskrývala, 65 % uvedlo, že něco skrývala, ale povětšinou mluvila pravdu a 8 % procent si sdělilo, že Bushova vláda povětšinou o událostech lhala, s časem se nedůvěra zvyšovala (měřeno do roku 2006). Vůbec pochybnosti o celém útoku má 60 % Američanů.
V ČR viní tehdejší americkou vládu z událostí 11. září 12 % lidí, 76 % procent Čechů vinu přikládá Al-Káidě.
Důvěru v konspirační teorie také ovlivňuje názorová náklonnost ke zdroji spiknutí. Podle průzkumu Fox až 28 % Rusů nevěřilo, že Američané přistáli na Měsíci, zatímco mezi Američany bylo jen asi 6 % skeptiků. Podle průzkumu pro WorldOpinionPoll.org zase vládu USA vinili nejvíce (viz obrázek) například Palestinci či Mexičané, Izrael zase vinili Jordánci či Egypťané. Nicméně průzkum neodhalil žádnou korelaci s informovaností obyvatel dané země.
Primární názorová zaujatost ovlivnila také například pseudovědy 19. století, které zdůvodňovaly diskriminaci žen v technických oborech menším objemem hlavy nebo v teorii evoluce, která bylo poprvé odmítnuta největšími církevními představiteli doby a následně se rozšířilo především mezi věřícími. Dalším příkladem může být spor o Rukopisy Královédvorský a Zelenohorský, kde pravdivost rukopisů obhajovali především Češi.
Podle holandské studie také mají tendenci přijímat konspirační teorie především představitelé radikálnějších politických názorů, ať už pravicových či levicových.

### Důvěra v jednotlivé konspirační teorie
Podle Public Policy Polling mají mezi Američany konspirační teorie následující zastoupení:
| Teorie                                                             | Procento souhlasících s teorií | Procento nesouhlasících | Nejsou si jistí |
| ------------------------------------------------------------------ | ------------------------------ | ----------------------- | --------------- |
| havárie UFO v Roswellu                                             | 21 %                           | 47 %                    | 32 %            |
| existence řídící světové elity (Nový světový řád)                  | 28 %                           | 46 %                    | 25 %            |
| vláda USA umožnila uskutečnění útoků 11. září                      | 11 %                           | 78 %                    | 11 %            |
| existence spojitosti mezi vakcínami a dětským autismem             | 20 %                           | 46 %                    | 34 %            |
| přistání Apolla bylo zfilmované na Zemi                            | 7 %                            | 84 %                    | 9 %             |
| do letadlových paliv jsou záměrně přidávány škodliviny             | 5 %                            | 87 %                    | 8 %             |
| George Bush lhal ohledně existence ZHN v Iráku                     | 44 %                           | 45 %                    | 12 %            |
| v 80. letech CIA tajně distribuovala kokain ve městech             | 14 %                           | 55 %                    | 33 %            |
| vláda USA záměrně otravuje vodu fluoridy                           | 9 %                            | 74 %                    | 17 %            |
| vláda USA vysílá mysl ovlivňující signály v TV (Tinfoil Hat crowd) | 15 %                           | 70 %                    | 15 %            |
| farmaceutické organizace investovaly do vývoje nové nemoci         | 15 %                           | 69 %                    | 16 %            |
| existence Yettiho                                                  | 14 %                           | 72 %                    | 14 %            |
| Bin Ládin stále žije                                               | 6 %                            | 83 %                    | 11 %            |
| Paul McCartney zemřel v roce 1966 a byl vyměněn                    | 5 %                            | 80 %                    | 14 %            |
| vrah JF Kennedyho nejednal pouze sám za sebe                       | 51 %                           | 25 %                    | 24 %            |
| Barack Obama je antikrist                                          | 13 %                           | 73 %                    | 13 %            |
| svět je ovládán „plazími lidmi“                                    | 4 %                            | 88 %                    | 7 %             |
| vědci si vymysleli globální oteplování                             | 37 %                           | 51 %                    | 12 %            |

### Míra důvěry v konspirační teorii
Míru důvěry jednotlivce ve výrok lze zidealizovaně vyjádřit pomocí subjektivní bayesovské pravděpodobnosti jako
{\displaystyle P'(V)={\frac {P(I|V)P(V)}{P(I|V)P(V)+P(I|\neg V)(1-P(V))}}}
kde:
- P(V) je pravděpodobnost výroku V před získáním informace I,
- P'(V) je pravděpodobnost výroku V po získání uinformace I,
- P(I|V) je pravděpodobnost získání informace I, je-li V pravda,
- P(I|¬V) je pravděpodobnost získání informace I, je-li V nepravda.

Pokud P(I|V) > P(I|¬V) je P'(V) > P(V) a informaci I je možné považovat za důkaz pravdivosti (evidence) výroku V. Konspirační teorie vznikají při nerespektování pravidel zacházení s evidencí, např. použití absence příznaku jako důkaz toho, že jev nastane. Za mnohými konspiračními teoriemi může také stát chyba, kdy není dodrženo, že čím složitější výrok, tím je nepravděpodobnější. Svou roli hraje také apofenie a tendence domnívat se, že vše, co se děje, sleduje nějaký cíl.
Kritéria, podle kterých lze posuzovat věrohodnost dané teorie, mohou být:
- velikost spiknutí,
- kvalita spiklenců,
- vymezení spiklenců,
- motivace spiklenců,
- zřejmost a konkrétnost cíle,
- důležitost cíle a předvídatelnost jeho dosažení,
- citlivost na prozrazení,
- předchozí angažmá spiklenců.

## Konspirační teorie ve filmu
Samotný fenomén konspiračních teorií našel svou recepci i ve filmu nebo se stává námětem celých seriálů, dokonce animovaných.

## Konspirační teorie v Česku

### Česká média propagující konspirační teorie
V Česku existuje celá řada médií šířící konspirační teorie. Mezi největší z nich patří zpravodajský server osud.biz či propagační web konspirační teorie o vládnoucích mimozemšťanech vesmirnilide.cz. V ČR jsou aktivní ale i média snažící se bourat mýty vzniklé zpochybňováním tradičních vědeckých či racionalistických vysvětlení, jako například Český klub skeptiků Sisyfos. Ten anticenou Bludný balvan ocenil již mnoho zastánců konspiračních teorií v ČR, mezi nimi i režiséra, youtubera a vyznavače východních filozofií Igora Chauna či Karla Gotta. Populární zpěvák Karel Gott totiž pro média opakovaně vyjádřil svůj příznivý názor o rozvržení politické moci ve smyslu Nového Světového Řádu. Poté, co se stal svědkem ničivé vlny cunami, která v roce 2004 zasáhla pobřeží Indického oceánu, sdělil několika novinářům svůj názor, že za pohromou stály nějaké temné síly, lidé, kterým se katastrofa hodila.
Většina dnešních seriózních českých médií se ke konspiračním teoriím staví skepticky, nicméně některé kontroverzní teorie jako ty o dávných mimozemšťanských návštěvnících od Ericha von Dänikena byly v Česku prezentovány prostřednictvím populárně naučného televizního programu Prima Zoom v sérii Vetřelci dávnověku.
Zdá se ale, že konspirační teorie mají své přívržence ve všech vrstvách společnosti. V prosinci roku 2014 čeští politici za ČSSD Zdeněk Škromach a Michal Hašek sdíleli článek zdroje ruské propagandy Aeronet.cz o rozhovoru s údajným bývalým pracovníkem mediální agentury popisující manipulaci s veřejným míněním.

### České konspirační teorie
Už za husitských dob byla vedena diskuze nad teorií tehdy významných šlechticů Jana II. z Rožmberka a Zdeňka ze Šternberka, podle kterých se král Jiří z Poděbrad spikl s husitskou šlechtou a nechal otrávit mladého katolického krále Ladislava Pohrobka, aby se po něm trůnu ujal opět umírněný husita. Z novodobých výzkumů Emanuela Vlčka kosterních pozůstatky Ladislava Pohrobka ale vyplývá, že příčinou smrti byla jedna z forem leukémie. Přesto je dodnes možno Jiřího z Poděbrad v některých německých dějepisných učebnicích nalézt jako spiklence a královraha.
S rozvojem českých věd v první fázi národního obrození pak bylo jednou z největších náplní prvních českých vědců (především humanitních) předat pravdivé výpovědi o české minulosti v jejich historiografických publikacích jako Jungmannova Historie literatury české aneb soustavný přehled spisů českých s krátkou historií národu, osvícení a jazyka (1825).
V době národního obrození byl v Českých zemích veden spor o pravdivost „nově nalezených“ rukopisů Zelenohorského a Královédvorského. Takové podvrhy ovšem vznikaly po celé Evropě (viz Jaro Evropských národů). V té době to ještě nebyl spiklenecký spor, nicméně dnešní obhájci Rukopisů po roce 1989 už údajně považují dnešní bohemistické organizace za záměrně rozhodnuté nepřijímat důkazy pro pravost Rukopisů.
V současné době je také zpochybňována spontánnost Sametové revoluce v roce 1989. Podle politika a bývalého disidenta Petra Cibulky odehrála v režii sovětské vojenské služby GRU a tajné policie KGB, jejímiž agenty byla podle něj většina porevolučních politiků. Naopak současnou KSČM vydávaný deník Haló noviny tvrdí, že „Sametový převrat byl v režii světového kapitálu a světovému kapitálu také polistopadová politická šmíra poctivě sloužila. Nemohla jinak, neboť by nevládla. Jejím posláním byl laciný výprodej socialismu a tomuto poslání dostála.“ K teoriím o sametové revoluci taky patří konspirační teorie o smrti politika Alexandra Dubčeka.
Konspiračním teoriím bývá někdy připisován spirituální charakter. Spíše než nové náboženské hnutí ve společnosti se jedná o průvodní jev vztahu k některým náboženstvím, a to zejména pokud jde o vztah kritický. Český religionista Zdeněk Vojtíšek to uvádí na příkladu antisemitismu.